# Solenopsis jalalabadica
Solenopsis jalalabadica is een mierensoort uit de onderfamilie van de Myrmicinae. De wetenschappelijke naam van de soort is voor het eerst geldig gepubliceerd in 1970 door Pisarski.